# Movimento Armorial
O Movimento Armorial foi uma iniciativa artística cujo objetivo seria criar uma arte erudita a partir de elementos da cultura popular do Nordeste brasileiro. Para tanto, buscava convergir e orientar todas as formas de expressões artísticas: música, dança, literatura, artes plásticas, teatro, cinema, arquitetura etc. Um dos idealizadores e principal nome do movimento foi o escritor Ariano Suassuna.

## Uma conceituação pelo próprio Suassuna
| “ | A Arte Armorial Brasileira é aquela que tem como traço comum principal a ligação com o espírito mágico dos 'folhetos' do Romanceiro Popular do Nordeste (Literatura de Cordel), com a Música de viola, rabeca ou pífano que acompanha seus 'cantares', e com a Xilogravura que ilustra suas capas, assim como com o espírito e a forma das Artes e espetáculos populares com esse mesmo Romanceiro relacionados. | ” |

## Origem

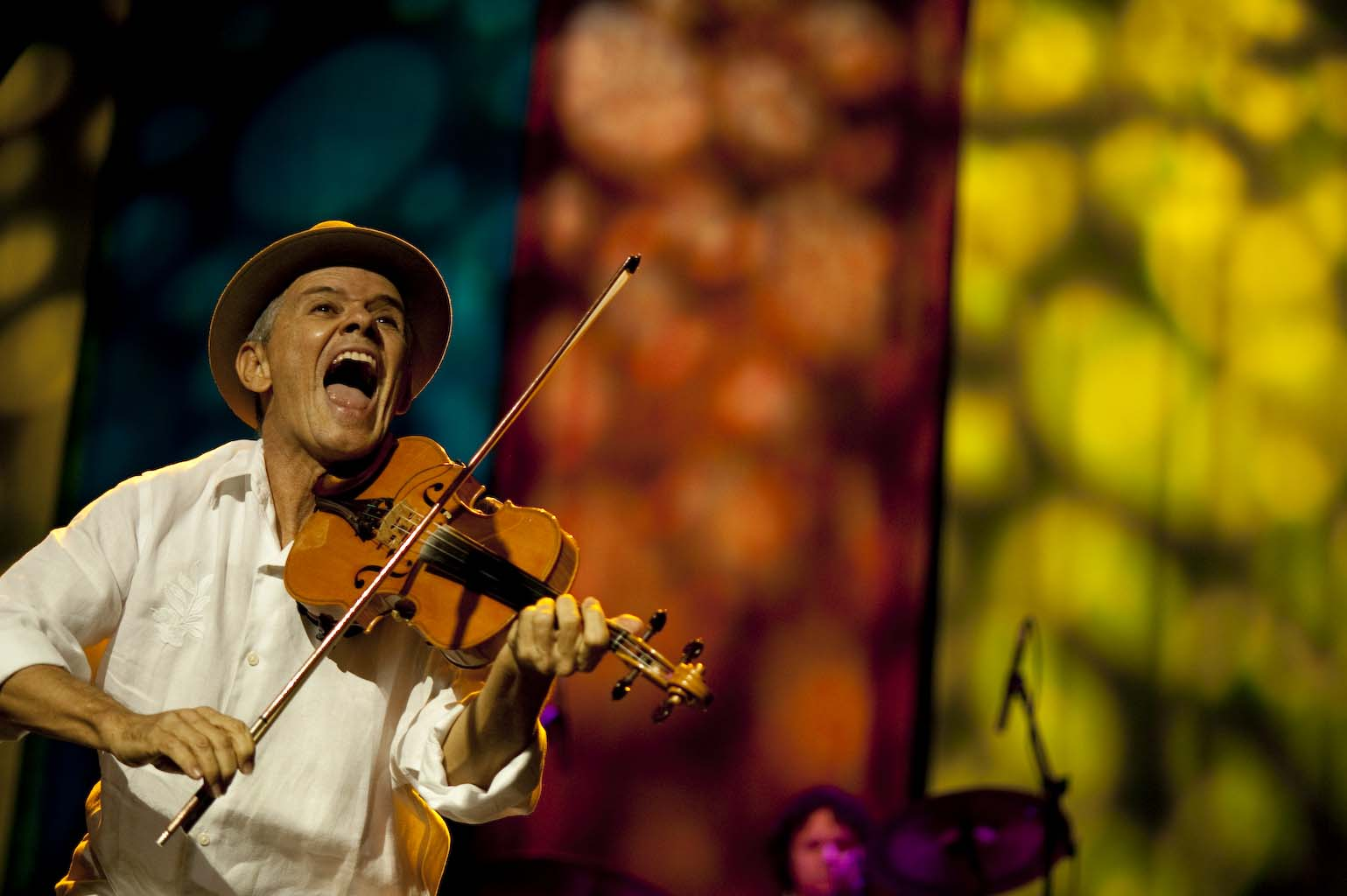
Antônio Nóbrega, um dos integrantes do Quinteto Armorial.

O escritor Raimundo Carrero, que participou da fundação do Movimento junto a Ariano, entende que o momento fundador do Movimento Armorial foi a publicação do Romance da Pedra do Reino, de Ariano Suassuna, em 1971. Houve uma grande repercussão no meio literário brasileiro com a publicação do romance, e isso teria servido para popularizar todo o restante do trabalho coordenado por Ariano.
O Movimento Armorial surgiu, portanto, sob a inspiração e direção de Ariano Suassuna, com a colaboração de diversos artistas e escritores da região Nordeste do Brasil e o apoio do Departamento de Extensão Cultural da Pró-Reitoria para Assuntos Comunitários da Universidade Federal de Pernambuco.
Teve início no âmbito universitário, mas ganhou apoio oficial da Prefeitura do Recife e da Secretaria de Educação do Estado de Pernambuco.
Foi lançado oficialmente, no Recife, em 18 de outubro de 1970, com a realização de um concerto e uma exposição de artes plásticas na Igreja de São Pedro dos Clérigos, localizada no centro da cidade.
O Instituto Brincante, espaço cultural criado pelo artista Antônio Nóbrega na capital paulista, era chamado por Ariano de “consulado do Movimento Armorial” . O Brincante buscava difundir uma espécie de corpo popular brasileiro, forjado nas andanças de Nóbrega pelo Nordeste.

## Características e atuação
O Movimento Armorial tinha a pretensão de realizar uma arte nacional erudita baseada nas raízes populares da cultura nordestina e, assim sendo, convergir diversas artes para este fim. Segundo Suassuna, sendo "armorial" o conjunto de insígnias, brasões, estandartes e bandeiras de um povo, a heráldica é uma arte muito mais popular do que qualquer coisa. Desse modo o nome adotado significou o desejo de ligação com essas heráldicas raízes culturais brasileiras.

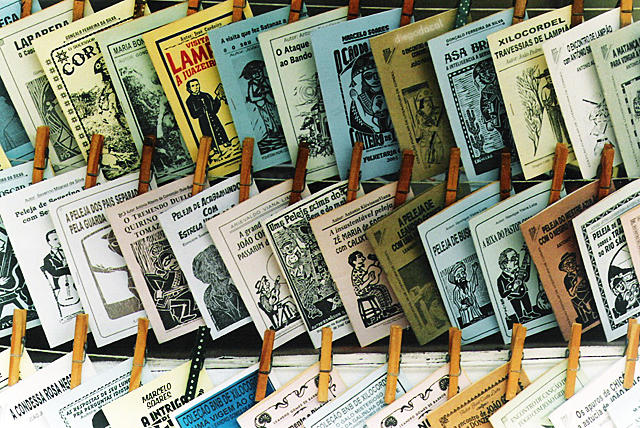
Literatura de Cordel, exemplo de inspiração para o Movimento Armorial.

O Movimento tem ressonâncias em diversos campos artísticos: pintura, música, literatura, cerâmica, dança, escultura, tapeçaria, arquitetura, teatro, gravura e cinema.
Uma grande importância é dada aos folhetos do romanceiro popular nordestino, a chamada literatura de cordel, por achar que neles se encontra a fonte de uma arte e uma literatura que expressam as aspirações e o espírito do povo brasileiro, além de reunir três formas de arte em único gênero: as narrativas de sua poesia, a xilogravura, que ilustra suas capas — da qual o principal representante no movimento é o artista Gilvan Samico — e a música, através do canto dos seus versos, acompanhada por viola ou rabeca. Segundo Ligia Vassalo:
| “ | A arte armorial parte do folheto de cordel, não como fonte única, mas como ponto de convergência que associa a música dos instrumentos, a palavra da cantoria e a imagem da xilografia segundo o ponto de vista da arte popular. O folheto é então erigido em bandeira armorial, porque reúne três setores normalmente separados: o literário, teatral e poético dos versos e narrativas; o das artes plásticas em associação com as xilogravuras da capa do folheto; o musical dos cantos e músicas que acompanham a leitura ou a recitação do texto. | ” |

São também importantes para o Movimento Armorial, os espetáculos populares do Nordeste, encenados ao ar livre, com personagens míticas, cantos, roupagens principescas feitas a partir de farrapos, músicas, animais misteriosos como o boi e o cavalo-marinho do bumba-meu-boi.
O mamulengo ou teatro de bonecos nordestino também é uma fonte de inspiração para o Movimento, que procura além da dramaturgia, um modo brasileiro de encenação e representação.

## Integrantes[8]
- Marcus Accioly
- Antônio Carlos Nóbrega Almeida
- Cussy de Almeida
- Fernando José Torres Barbosa
- Aluísio Braga
- Francisco Brennand
- Edilson Aulálio Cabral
- Maximiano Campos
- Capiba
- Raimundo Carrero
- Antônio Fernandes de Farias
- Antônio José Madureira
- Ângelo Monteiro
- Antônio Carlos Nóbrega
- Fernando Lopes da Paz
- Clóvis Pereira
- Gilvan Samico
- Miguel Domingos dos Santos
- Ariano Suassuna

## Grupos
- Quinteto Armorial

- Orquestra Armorial

- Orquestra Romançal Brasileira
- Balé Armorial do Nordeste